# Abbaye de Belval (Troisvaux)
Pour les articles homonymes, voir Abbaye de Belval.
L’abbaye de Belval est un ancien monastère de moniales cisterciennes trappistines sis à Troisvaux, dans le Pas-de-Calais (France).

## Historique
Le monastère fut fondé et placé sous le patronage de saint Benoît Labre par le prêtre diocésain Hippolyte Trannoy qui rachète en 1893 rachète le château du XVIIIe siècle ainsi que la ferme et ses terres pour y fonder une abbaye. Des moniales de l'abbaye de Laval arrivent à cette date pour y former une communauté de cisterciennes trappistines sous le patronage de saint Benoît Labre. Dès leur arrivée, elles mettent en place une production de fromages.
De 1900 à 1910, elles construisent une première partie de bâtiments, église, dortoir et locaux pour développer les activités. Le 10 avril 1909, un incendie détruit la chapelle et une partie des bâtiments.
En 1930, elles décident de construire un monastère pour accueillir 80 sœurs, les vocations religieuses étant nombreuses à cette époque. Les travaux, interrompus pendant la guerre, sont terminés en 1954, date de la consécration du monastère.
La décision des sœurs trappistines de quitter l'abbaye est prise et une brocante est organisée pour la vente du mobilier en novembre 2011. Les dernières sœurs quittent l'abbaye en juin 2012 et rejoignent la communauté de l'abbaye d'Igny.

## Activités contemporaines
Avant le départ des sœurs, une association Les amis de Belval a été fondée le 3 août 2011 pour poursuivre les activités économiques de l'ancienne abbaye, faire vivre les lieux et développer un projet porteur de sens et cohérent avec le site et le 18 mai 2012 la production de fromage se poursuit par la création d'une société SAS Abbaye de Belval.